# Tala Canta Ilabe
Tala Canta Ilabe (en quechua: Tala Canta, Lazo de hechicero; Tala: Lazo; Canta: Hechicero; llamado Bartolomé de Talagante tras su bautismo) fue un gobernador inca de una zona del Collasuyo, correspondiente al ayllu donde actualmente se encuentra Talagante, cercana a Santiago de Chile. Quilicanta, gobernador inca del Collasuyo asesinado por Inés de Suárez, era de la misma panaca que él.  
Fue tatarabuelo de Catalina de los Ríos y Lísperguer, «la Quintrala».
El Topónimo Talagante se deriva de su nombre.

## Biografía

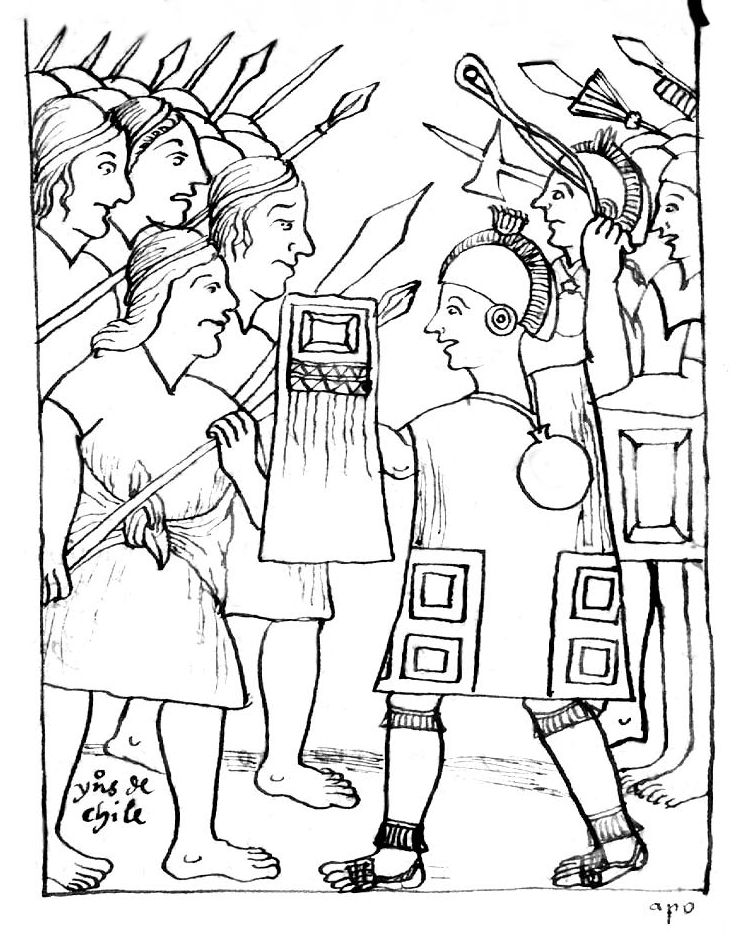
Representación de Guamán Poma de Ayala sobre un enfrentamiento entre Indios de Chile (izquierda) y el capitán Apu Camac Inca

En 1430, el inca Túpac Yupanqui inició una gran campaña militar que culminó con el establecimiento de una verdadera frontera en el río Maule. Su hijo Tala Canta Ilabe, un noble del linaje Hurin Cusco (mismo linaje de Cápac Yupanqui) comandó las fuerzas imperiales que se establecieron en el valle de Llollehue, entre los ríos Maipo y Mapocho, y decidió fundar un mitimae y un pucará.

### Creación del Aillu
Fue Tala Canta quien le dio el nombre a la tierra que posteriormente se transformaría en el actual Talagante, deformación española del vocablo quechua Talakanta. Tala Canta Ilabe tuvo autoridad para nombrar curacas o gobernadores, a la vez que dependía del inca del Cuzco; su mandato fue fructífero pues pudo establecer el sistema social, político y económico característico del Imperio inca, hacer repartos de tierra, de propiedad comunitaria e iniciar las construcciones de obras de bien común, como caminos, graneros para guardar los frutos de las cosechas y la construcción de las viviendas. La producción agrícola y ganadera logró tal desarrollo que permitió remitir alimentos hacia los pucarás ubicados al norte. Bajo su gobierno fue el último en celebrar en Chile el Inti Raymi, fiesta religiosa en honor al Sol celebrada en el solsticio de invierno. Las ceremonias se realizaban en la huaca de Chena, ubicada en la actual Calera de Tango y fueron suprimidas luego de la llegada de los españoles.
En su mitimae, existía un obraje o fábrica de tejidos, llamado antes paños de la tierra y hoy sayal, por cuenta de los emperadores del Cuzco. Probablemente Tala Canta era el director de ese obraje.

### Conquista española
Fundada la capital del Reino de Chile en Santiago de Chile, Pedro de Valdivia necesitó proveerse de madera para muchos usos, por lo cual comisionó a Bartolomé Blumenthal para que la buscase, dado que este ejercía el oficio de carpintero constructor, junto con ser uno de los financistas de la empresa.
Así fue como Blumenthal llegó a las tierras del inca Tala Canta Ilabe, con quien tuvo un excelente entendimiento. Allí pudo obtener no sólo las maderas que buscaba, sino también trabajadores para las obras de construcción en Santiago, telas y vasijas de arcilla que le asombraron mucho. Además, logró el consentimiento de Tala Canta para casarse con una de sus hijas. La familia del cacique, ya llamado Talagante por los españoles, se convirtió al cristianismo y la novia de Blumenthal fue bautizada con el nombre de Elvira, pasando a ser la cacica Elvira de Talagante. En 1555, Blumenthal castellanizó su nombre pasando a ser simplemente Bartolomé Flores. La hija de Flores y Elvira fue bautizada con el nombre de Águeda Flores, abuela de Catalina de los Ríos y Lisperguer, apodada «la Quintrala».

### Hallazgos arqueológicos
La presencia de la cultura inca en Talagante se verificó por completo en 1997, durante la construcción de la plaza de peaje en Talagante en la Autopista del Sol. Se hallaron cinco tumbas, donde se encontraron 30 vasijas de cerámica con formas y decoración típicas incaicas, además de un tupu (alfiler de metal) y las osamentas correspondientes a cinco individuos.